# Pasaporte peruano

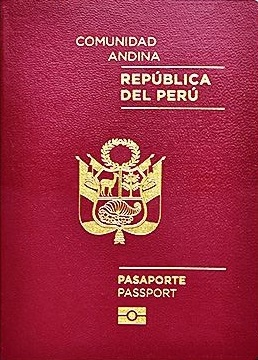
Pasaporte biométrico peruano.

El pasaporte peruano  es un documento público, personal, individual e intransferible que se expide a los ciudadanos peruanos para viajar fuera del territorio nacional. Tiene una validez de 10 años. Para viajar a los países de la Comunidad Andina, el Mercosur y ciertas naciones de Centroamérica, los ciudadanos peruanos no están requeridos de poseer visa y pueden viajar solamente con su documento de identidad (DNI). También se les otorga en cualquier aeropuerto andino un documento denominado Tarjeta Andina, con la que pueden viajar libremente por el territorio de la Comunidad Andina.
El pasaporte debe ser solicitado en cualquier oficina de la Superintendencia Nacional de Migraciones. Desde el 8 de julio de 2016 sólo se emiten pasaportes biométricos.

## Aspecto físico
Los pasaportes peruanos son de color rojo burdeos, con el escudo de armas del Perú estampado en la portada. Encima del escudo figuran las palabras «COMUNIDAD ANDINA» y «REPÚBLICA DEL PERÚ». Debajo del escudo aparecen las palabras «PASAPORTE» y «PASSPORT». 

### Página de identificación
El pasaporte peruano incluyen los siguientes datos:
- Foto del titular del pasaporte (Anchura: 35 mm, altura: 45 mm; altura de la cabeza (hasta la parte superior del cabello): 34.5 mm; distancia desde la parte superior de la foto hasta la parte superior del cabello: 4.5 mm)
- Tipo (P)
- Código de país
- Número de pasaporte
- Apellidos (Incluye el nombre de soltera del padre/madre)
- Nombres
- Nacionalidad
- Observaciones
- Fecha de nacimiento
- Número de identificación personal
- Sexo
- Lugar de nacimiento
- Fecha de expedición
- Autoridad
- Fecha de caducidad

## Solicitar el pasaporte peruano
Para solicitar el pasaporte peruano se necesita un DNI y la prueba de pago del derecho a expedición de pasaporte. Luego de obtener ambos documentos se tendrá que ingresar a la página web de Migraciones y agendar una cita en línea. El pasaporte se expide el mismo día de la cita.
Los peruanos que viven en el extranjero, deben acudir y registrarse en el consulado peruano más cercano a su residencia. La expedición del pasaporte en el extranjero tiene una duración entre 2 y 4 semanas.

## Requerimientos de Visa

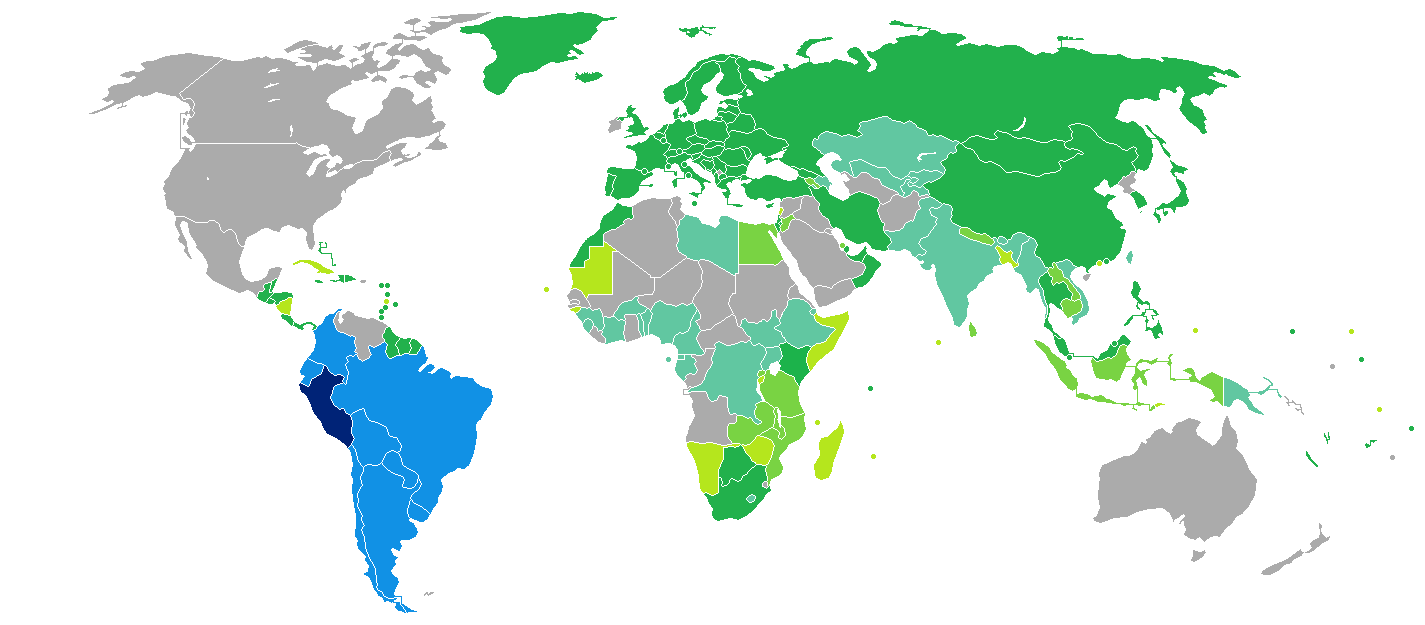
Requerimientos de Visa para ciudadanos peruanos
República del Perú
No requiere visa. Solo se requiere pasaporte o DNI
No requiere visa.
Visa disponible a su llegada.
eVisa
Visado electrónico
Requiere Visa.

## Lista de países
Sobre la base de lo establecido en el Reporte de Restricción de Visados Henley 2025  las personas que porten un pasaporte peruano pueden ingresar sin necesidad de visado previo a 142 países, siendo este pasaporte el número 32 de la lista en facilidad de viajes en el mundo y el número 9 en América Hispanoamericana.
A continuación se listan algunos países que permiten a portadores del pasaporte peruano el ingreso a sus territorios sin visado:

### América
- Argentina No exige visa, solo DNI o Pasaporte.
- Bahamas
- Barbados No exige visa, Convenio de Supresión de visas en pasaportes ordinarios de 1972.[4]
- Bermudas No exige visa, viaje por 6 meses.
- Belice No exige visa por decisión unilateral. Los ciudadanos peruanos pueden ingresar y permanecer en Belice con fines turísticos hasta por treinta (30) días prorrogables.
- Bolivia No exige visa, solo DNI o Pasaporte.
- Brasil No exige visa, solo DNI o Pasaporte.
- Islas Caimán No exige visa, viaje por 1 mes.
- Chile No exige visa, solo DNI o Pasaporte. No exige visa de negocios por 180 días
- Colombia No exige visa, solo DNI o Pasaporte. No exige visa de negocios por 180 días
- Costa Rica No exige visa, viaje por 3 meses.
- República Dominicana No exige visa, viaje por 3 meses.
- El Salvador No exige visa, desde el 28 de noviembre de 2023.
- Guatemala No exige visa, viaje por 3 meses.
- Haití No exige visa por decisión unilateral.
- Honduras No exige visa, viaje por 3 meses.
- Jamaica No exige visa a partir del 17 de mayo de 2016 hasta por 30 días (turismo). Exige vacuna contra fiebre amarilla
- Panamá No exige visa
- Ecuador No exige visa, solo DNI o Pasaporte.
- Paraguay No exige visa, solo DNI o Pasaporte.
- Aruba No exige visa a ciudadanos peruanos desde el 15 de marzo de 2016.
- Caribe Neerlandés (Bonaire, San Eustaquio y Saba) No exigen visa a ciudadanos peruanos desde el 15 de marzo de 2016.
- Curazao No exige visa a ciudadanos peruanos con Visa de entrada múltiple a EE. UU. o Canadá, de lo contrario si es exigida.
- Dominica No exige visa, Convenio de Supresión de visas en pasaportes ordinario.
- Trinidad y Tobago Los ciudadanos peruanos quedan exceptuados del requisito de visa en caso de estadías no mayores a noventa días desde el 1 de octubre de 2007.
- Uruguay No exige visa, solo DNI o Pasaporte.
- El Salvador No requiere visa, desde el 13 de diciembre de 2023

### África
- Botsuana Visa al aterrizar por 90 días, sin costo alguno.
- Malaui No exige visa, viaje por 7 días.
- Marruecos No exige visa, viaje por 3 meses.
- Mayotte No exige visa, viaje por 1 mes.
- Mozambique Visa al aterrizar por 7 días.
- Sudáfrica No exige visa, viaje por 30 días.
- Seychelles No exige visa, viaje por 30 días.
- Tanzania Visa al aterrizar, por 14 días con un costo de 50 dólares americanos.
- Togo No exige visa, viaje por 3 meses.
- Uganda No exige visa, viaje por 6 meses.

### Asia y Medio Oriente
- Siria Visa en el aeropuerto o en fronteras. Costo de 36 dólares.
- Jordania Visa de un mes expedible en el aeropuerto. Costo 20 JD (25€).
- Brunéi No exige visa, Convenio de supresión de visa en pasaportes diplomáticos y especiales, unilateralmente extendido por Brunéi a pasaportes ordinarios.
- Camboya  Visa al aterrizar, por 30 días con un costo de 30 dólares americanos.
- Corea del Sur No exige visa, Convenio de Supresión de visas en pasaportes ordinarios de 1982.[5]
- Japón No exige visa, viaje por 90 días.[6]
- Emiratos Árabes Unidos No exige visa pero si una “Autorización de Entrada”, tramitada por el Hotel o Línea Aérea de transporte.
- Hong Kong No exige visa
- Indonesia No exige visa, viaje por 30 días.
- Irak Visa al aterrizar, sin costo alguno.
- Israel No exige visa, a partir del 4 de julio de 2009.
- Filipinas No exige visa, viaje por 21 días.
- Líbano Visa al aterrizar por 1 mes, sin costo alguno.
- Singapur
- Macao Visa al aterrizar por 30 días.
- Malasia No exige visa, Convenio de Supresión de visas en pasaportes ordinarios. Exigen como requisito la vacuna contra la fiebre amarilla.
- Omán Visa al aterrizar, por 1 mes con un costo de 20 dólares estadounidenses.
- Tailandia Convenio de Supresión de visas en pasaportes ordinarios. Exige vacuna contra fiebre amarilla
- República de China E-visa, 30 días por entrada.
- China No exige visa, viaje por 90 días.[7]
- Vietnam Visa al aterrizar, por 30 días con un costo de 25 dólares americanos. Antes se debe tramitar por internet una Carta de Autorización de visa que cuesta 20 dólares, la envían al correo electrónico, se imprime y se presenta al llegar a Vietnam para poder tramitar la "visa on arrival"
- Yemen Visa al aterrizar.

### Europa
- Alemania No exige visa. Circulación por 90 días como máximo, en un período de seis meses.
- Andorra No exige visa.
- Austria No exige visa. Circulación por 90 días como máximo, en un período de seis meses.
- Bélgica No exige visa. Circulación por 90 días como máximo, en un período de seis meses.
- Bosnia y Herzegovina No exige visa.
- Bulgaria No exige visa.
- Chipre No exige visa.
- Croacia No exige visa.
- Dinamarca No exige visa. Circulación por 90 días como máximo, en un período de seis meses.
- Eslovaquia No exige visa. Circulación por 90 días como máximo, en un período de seis meses.
- Eslovenia No exige visa. Circulación por 90 días como máximo, en un período de seis meses.
- España No exige visa. Circulación por 90 días como máximo, en un período de seis meses.
- Estonia No exige visa. Circulación por 90 días como máximo, en un período de seis meses.
- Finlandia No exige visa. Circulación por 90 días como máximo, en un período de seis meses.
- Francia No exige visa. Circulación por 90 días como máximo, en un período de seis meses.
- Georgia No exige visa.
- Grecia No exige visa. Circulación por 90 días como máximo, en un período de seis meses.
- Hungría No exige visa. Circulación por 90 días como máximo, en un período de seis meses.
- Islandia No exige visa. Circulación por 90 días como máximo, en un período de seis meses.
- Italia No exige visa. Circulación por 90 días como máximo, en un período de seis meses.
- Letonia No exige visa. Circulación por 90 días como máximo, en un período de seis meses.
- Liechtenstein No exige visa. Circulación por 90 días como máximo, en un período de seis meses.
- Lituania No exige visa. Circulación por 90 días como máximo, en un período de seis meses.
- Luxemburgo No exige visa. Circulación por 90 días como máximo, en un período de seis meses.
- Macedonia del Norte No exige visa.
- Malta No exige visa. Circulación por 90 días como máximo, en un período de seis meses.
- Mónaco No exige visa.
- Montenegro No exige visa.
- Mongolia No exige visa. Circulación por 90 días como máximo, en un período de seis meses.
- Países Bajos No exige visa. Circulación por 90 días como máximo, en un período de seis meses.
- Noruega No exige visa. Circulación por 90 días como máximo, en un período de seis meses.
- Polonia No exige visa. Circulación por 90 días como máximo, en un período de seis meses.
- Portugal No exige visa. Circulación por 90 días como máximo, en un período de seis meses.
- Reino Unido No exige visa, desde el 9 de noviembre de 2022. Circulación por 90 días como máximo, en un período de seis meses.[8]
- República Checa No exige visa. Circulación por 90 días como máximo, en un período de seis meses.
- Rumania No exige visa.
- Rusia No exige visa, viaje por 90 días[9]
- San Marino No exige visa.
- Serbia No exige visa.
- Suecia No exige visa. Circulación por 90 días como máximo, en un período de seis meses.
- Suiza No exige visa. Circulación por 90 días como máximo, en un período de seis meses.
- Turquía  No exige visa, viaje por 90 días[10]
- Ucrania No exige visa. Circulación por 90 días como máximo, en un período de seis meses.[11]
- Ciudad del Vaticano No exige visa.

### Oceanía
- Fiyi
- Kiribati
- Micronesia
- Islas Marshall
- Palaos
- Samoa
- Islas Salomón
- Tonga
- Vanuatu

## Imágenes

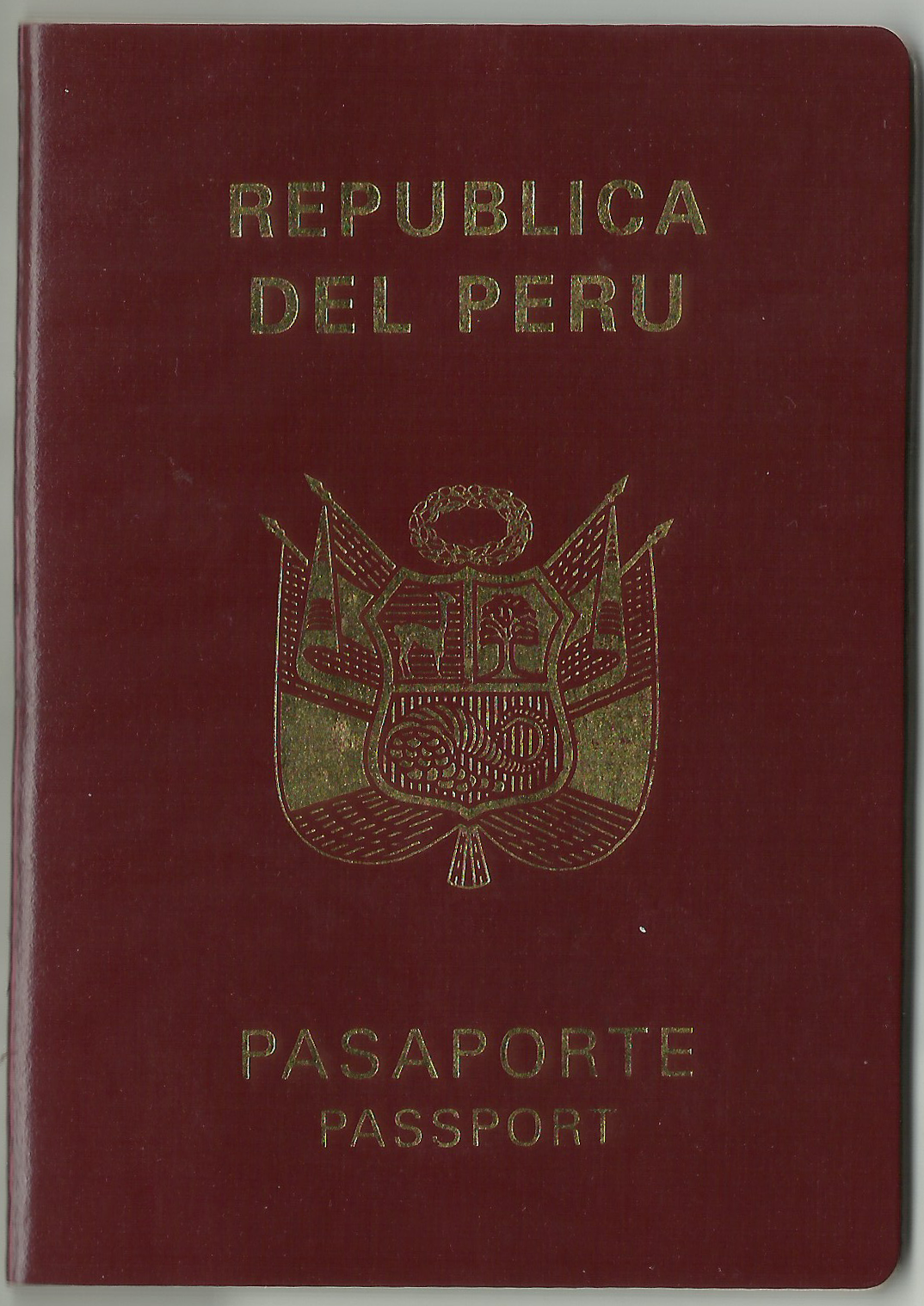
Pasaporte de la década de 1990.
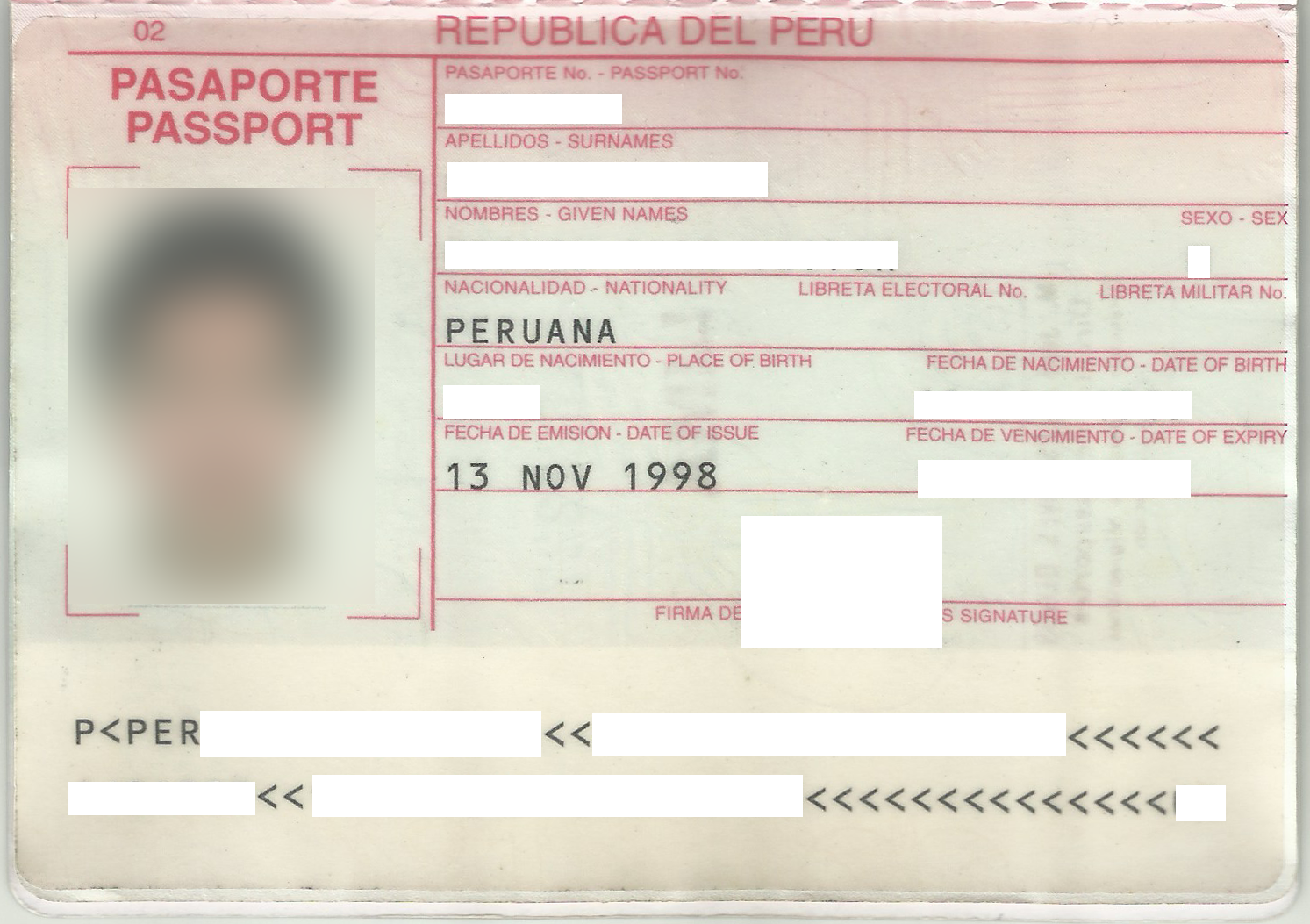
Hoja de datos de un pasaporte de 1998.
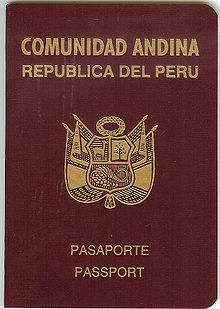
Pasaporte de la década de 2000.
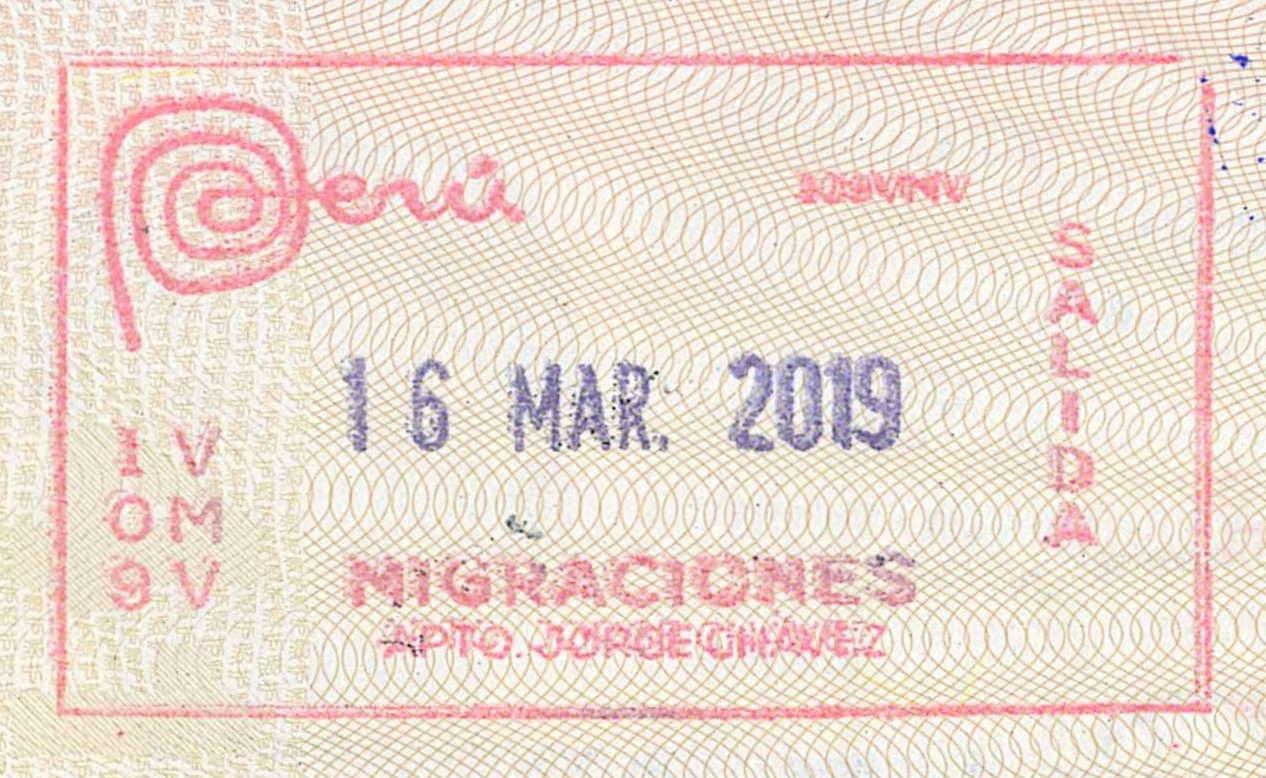
Sello de salida.
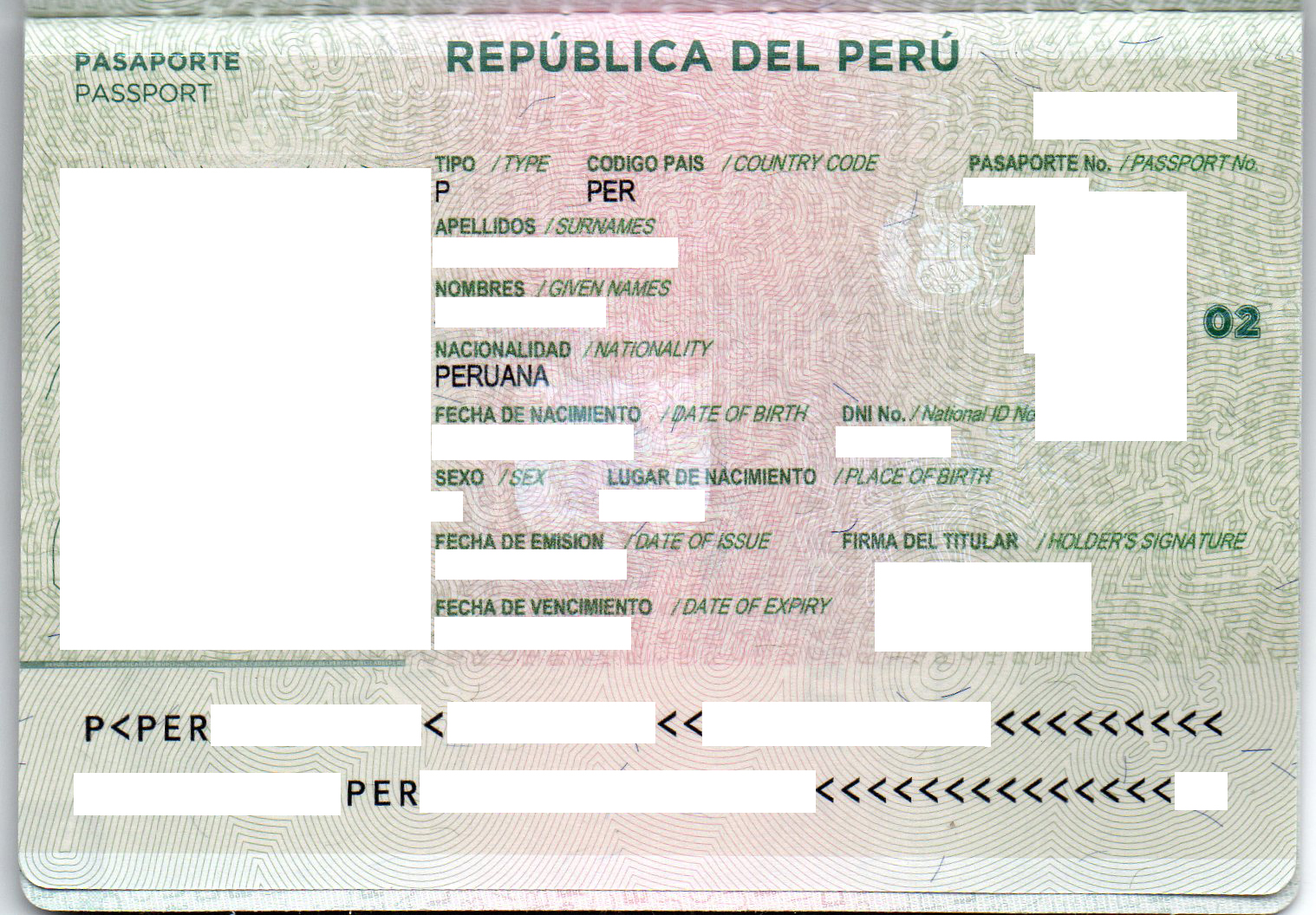
Hoja de datos de pasaporte biométrico de 2018.